# Judengasse (Magdeburg)

Blick vom Breiten Weg in die schmale Judengasse, um 1890

Die Judengasse war eine Straße in Magdeburg im heutigen Sachsen-Anhalt. Nach Zerstörungen im Zweiten Weltkrieg wurde die Straße aufgegeben.

## Lage und Verlauf
Die kurze, sehr schmale Straße befand sich in der Magdeburger Altstadt. Sie führte vom Breiten Weg nach Osten zur Tischlerbrücke. Die Einmündung auf den Breiten Weg erfolgte zwischen dem Haus Zu den drei Kleeblättern (Breiter Weg 29) im Süden und dem nördlich gelegenen Haus Zum güldenen Kreuz (Breiter Weg 30). Zur Gasse gehörte nur eine Hausnummer, sie befand sich mittig auf der Südseite der Gasse. Die übrigen Bereiche der Gasse gehörten zu den zum Breiten Weg bzw. zur Tischlerbrücke gehörenden Eckhäusern.
Heute befindet sich in diesem Bereich die südwestliche Ecke des Allee-Centers.

## Geschichte
Eine erste urkundliche Erwähnung liegt aus dem Jahr 1631 vor. Die Herkunft des Namens ist unklar. Der Bestand eines jüdisches Ghettos ist für diesen Bereich nicht überliefert und wird angesichts der Kürze der Gasse auch nicht für wahrscheinlich gehalten. Vermutet wird, dass hier zeitweise eine jüdische Familie ansässig war. Auch der Name anderer Gassen in der Stadt ging auf einzelne Familien zurück. Es gab auch Spekulationen, der Name wäre aus antisemitischen Gründen entstanden und wäre abfällig im Hinblick auf die Beschaffenheit der kleinen Gasse gemeint. Es gab jedoch mehrere vergleichbare Gassen, ohne dass sich ähnliche Benennungen ergeben hätten.
In der Zeit des Nationalsozialismus wurde die Gasse, diesmal tatsächlich unter einer antisemitischen Motivation, in Zur Tischlerbrücke umbenannt.
Während des Zweiten Weltkriegs wurde auch der Bereich der Gasse zerstört. Der Straßenname Zur Tischlerbrücke wurde auch nach Kriegsende zunächst beibehalten. In der Zeit der DDR erfolgte ein Wiederaufbau der Innenstadt, der sich in weiten Teilen nicht an die historische Stadtstruktur hielt. Die Gasse wurde dabei aufgegeben. Der Bereich der Gasse wurde Teil des Zentralen Platzes und blieb so unbebaut. 1997/1998 entstand an dieser Stelle das Allee-Center.

## Historische Häuser der Judengasse
| Hausnummer | Name | Bemerkungen | Bild |
| ---------- | ---- | --- | ---- |
| 1          |      | Im Jahr 1631 gehörte das Haus vermutlich der Witwe von Abraham Wagener. 1651 und auch 1662 wurde der Schneider Georg Goldau als Eigentümer geführt, dessen Frau das Grundstück mit in die Ehe gebracht hatte. Er bebaute das Grundstück in der Zeit nach 1662 neu. 1679 veräußerten seine Erben das Gebäude für 270 Taler an den Diakonus der Heilig-Geist-Kirche Heinrich Telemann (auch Thelemann), den Vater des Komponisten Georg Philipp Telemann. Von dessen Witwe erwarb es 1690 der Schuhflicker Bartel Wentzel für 225 Taler. Seine Erben verkauften es 1717 für 630 Taler an den Sohn Bartel Wentzel, der es 1718 an seine Mutter veräußerte. Von der erwarb es 1720 ihre Tochter Katharine Dorothee. |      |